# MM!
MM! (яп. えむえむっ! Эму Эму!) — серия лайт-новел Акинары Мацуно, иллюстрированная художником под псевдонимом QP:flapper и рассказывающая о школьнике-мазохисте Таро Садо. Серия так и не была закончена из-за смерти Мацуно. Всего издательством Media Factory под лейблом «MF Bunko J» было выпущено 12 томов (включая тома, нумерованные как 8.5 и 9.5). Серия лицензирована на Тайване компанией Tong Li Publishing и вышла там под названием «MM Yi Zu».
Манга-адаптация сюжета от автора Иссэя Хёдзю начала выходить в сэйнэн-журнале Monthly Comic Alive 26 июля 2008 года, также 24 марта 2010 года был выпущен drama CD.
Аниме-сериал по сюжету лайт-новел транслировался на телеканалах Японии со 2 октября по 18 декабря 2010 года.

## Сюжет
Действие сюжета разворачивается вокруг юноши Таро Садо, который из-за определённых психологических проблем получает удовольствие, когда его бьют девушки. По совету друга он обращается за помощью в школьный кружок «Последняя инстанция» к Мио Исуруги, которая и пытается вылечить его проблему всеми способами.

## Список персонажей
Таро Садо (яп. 砂戸 太郎 Садо Таро:) — главный герой. В средней школе понял, что является мазохистом, после чего решил избавиться от своего недуга. По характеру он добрый и честный подросток, который может нормально общаться с девушками, вплоть до того момента, когда они начинают над ним издеваться. Во время побоев и унижений он может выйти из-под контроля от удовольствия. Также иногда использует «пояс извращенца», который увеличивает его силу во много раз, превращая его в супергероя.
Сэйю: Тихиро Судзуки (drama CD), Дзюн Фукуяма (аниме)
Мио Исуруги (яп. 石動 美緒 Исуруги Мио) — глава школьного кружка «Последняя инстанция», в который вступил Таро, и та, к кому он обратился за помощью в лечении мазохизма. Считает себя богиней, излишне самолюбива. Очень вспыльчива, обожает сладкое, до смерти боится кошек. Пытается излечить недуг главного героя посредством причинения жуткой боли и мучений, так как считает, что у Таро «включится» инстинкт самосохранения, и он больше не будет получать удовольствие от издевательств. Спустя некоторое время влюбляется в него, но всячески пытается это скрывать.
Сэйю: Тихиро Исигуро (drama CD), Аяна Такэтацу (аниме)
Арасико Юно (яп. 結野 嵐子 Ю:но Арасико) — одноклассница Таро, которая тоже состоит в кружке «Последняя инстанция». Страдает андрофобией, то есть боится присутствия поблизости мужчин. Это происходит из-за того, что в средней школе бывший парень Юны попытался её изнасиловать, в ответ на что она расцарапала ему лицо. Приходит в бешенство, когда до неё дотрагиваются мужчины. Также, после некоторого времени, влюбляется в Садо, но всячески скрывает это.
Сэйю: Юи Хориэ (drama CD), Саори Хаями (аниме)
Тацукити Хаяма (яп. 葉山 辰吉 Хаяма Тацукити) — одноклассник Таро и его близкий друг. Женственно красив, посему ещё с детства, стараниями соседской девочки, наряжался в одежду противоположного для себя пола. Эта привычка осталась у него и в юношестве. В своём женском обличье считает себя самой красивой девушкой, что очень злит Мио.
Сэйю: Рина Сато
Митиру Онигавара (яп. 鬼瓦 みちる Онигавара Митиру) — школьная медсестра и фанатка косплея. Обожает фотографировать девушек в красивой одежде и делает это при любом подходящем случае.
Сэйю: Хоко Кувасима (drama CD), Риэ Танака (аниме)
Сидзука Садо (яп. 砂戸 静香 Садо Сидзука) — старшая сестра Таро, любящая его [[намного больше, чем следовало бы близким родственникам. Постоянно соперничает с мамой за внимание со стороны Таро.
Сэйю: Кана Асуми
Томоко Садо (яп. 砂戸 智子 Садо Томоко) — мать Таро. Как и дочь, любит своего сына больше, чем близкого родственника. Постоянно соревнуется с дочерью за внимание Таро. Ненавидит всех девушек, с которыми общается сын, потому что считает их соперницами.
Сэйю: Саяка Охара
Юми Мамия (яп. 間宮 由美 Мамия Юми) — профессиональная массажистка. Владеет нестандартными техниками массажа вроде «боевой» и «допросный». Давняя подруга Арасико. Имеет розовые волосы (и сомнительную сексуальную ориентацию). Недолюбливает Таро, но любит Тацукити, хотя не знает, что тот периодически переодевается девушкой.
Сэйю: Юко Гибу
Ноа Хираги (яп. 柊 ノア Хи:раги Ноа) — зеленоволосая девушка с IQ, равным 200, глава кружка изобретателей школы, в которой учится Таро. После знакомства с юношей влюбляется в него.
Сэйю: Саюри Яхаги
Юкинодзио Химура (яп. 日村 雪之丞 Химура Юкинодзио) — ассистент Ноа, заядлый «лоликонщик». Единственная причина его вступления в кружок изобретателей — это любовь к Ноа. Впервые появляется в пятой серии сериала. Он не интересуется девушками своего возраста и старше, называет их «старыми ведьмами».
Сэйю: Цубаса Ёнага
Нанаха Садо (яп. 砂戸 七葉 Садо Нанаха) — двоюродная сестра Таро.
Менеджер Домудзи (яп. 道明寺店長 Домудзи тэнтё:) — менеджер магазина, в котором работает Таро. Домудзи просто в восторге от 2D девушек (к примеру, напечатанных на постере), он называет их своими «жёнами». Постоянно носит с собой подушку, на которой изображена одна из таких девушек: в одной из серий на фестивале обратился в «Последнюю инстанцию» и просил её найти.
Сэйю: Томокадзу Сугита

## Аниме-сериал
Открывающие музыкальные композиции:
- «HELP!! -Hell side-» (исполняет Аяна Такэтацу) — 1-4 серии.
- «HELP!! -Heaven side-» (Аяна Такэтацу, Саори Хаями) — 5-12 серии.

Закрывающие музыкальные композиции:
- «More-more LOVERS!!» (Нацуко Асо) — 1-11 серии.
- «Happy Birthday, my holy day» (Аяна Такэтацу) — 12 серия.

| 1 | Sharp, Descending First Love! «Тёкакко: фа:суто рабу!» (直滑降ファーストラブっ！)                            | 2 октября 2010 года  |
| Надеясь в будущем признаться в любви симпатичной девушке, главный герой Таро Садо решает во что бы то ни стало избавиться от своего болезненного фетиша — мазохизма. Для этого он обращается в школьный кружок, руководительница которого, Мио Исуруги, решает избавить его от проблемы самым радикальным способом — избиением до полусмерти, чтобы таким образом в юноше наконец проснулся инстинкт самосохранения. К своему удивлению Таро узнаёт, что девушка, в которую он влюблён, не кто иной как его лучший друг Тацукити, также в своё время обратившийся за помощью в школьный кружок, где ему посоветовали рассказать другу правду. | |                      |
| 2 | The Distance Between Similar People «Нитамоно до:си но дисутансу» (似たものどうしのディスタンス)             | 9 октября 2010 года  |
| Таро пытаются излечить от мазохизма путём «варения в кипятке». Садо ближе знакомится с девушкой по имени Арасико Юно, страдающей андрофобией, то есть боязнью мужчин. Пытаясь вылечить болезни обоих, члены кружка подстраивают им двоим свидание в зоопарке. Арасико рассказывает, как её когда-то домогался парень, после чего она и стала бояться мужчин. | |                      |
| 3 | The Dogfight For You «Кими но тамэ но доггуфайто» (君のためのドッグファイト)                                 | 16 октября 2010 года |
| К Арасико приезжает её давняя подруга Юми Мамия. Девушка также переводится в школу, где учатся основные герои аниме. К Арасико снова пытается приставать её бывший парень Ёсиока. Таро Садо вступает с ним в драку, из которой выходит победителем и берёт с Ёсиоки слово, что тот больше не приблизится к Юно, взамен чего «не всплывут» его непристойные фотографии, снятые после поражения. | |                      |
| 4 | With This and That The (Stupid) Couple «Сонна конна дэ каппуру бакаппуру» (そんなこんなでカップルバカップル) | 23 октября 2010 года |
| Мио решает излечить Таро «силой любви» и приглашает его на свидание, где Митиру подстраивает им многочисленные неловкие ситуации. Однако в итоге Мио признаёт, что таким способом избавить Садо от мазохизма невозможно. | |                      |
| 5 | The Genius Girl's Runaway Panic! «Тэнсай сё:дзё но бо:со: паникку!» (天才少女の暴走パニック！)               | 30 октября 2010 года |
| Участница школьного кружка изобретателей Ноа Хираги пытается сделать всех людей мира извращенцами, однако Таро Садо удаётся разрушить огромную машину, которую девушка для этого создала. | |                      |
| 6 | My Mayhem-Filled Home «Со:ран даракэ но май хо:му» (騒乱だらけのマイホーム)                                  | 6 ноября 2010 года   |
| Таро пытаются вылечить от мазохизма путём усиленных военных учений. Ревнующие сестра и мать Садо пытаются выставить его в нелучшем свете перед Арасико, однако их план проваливается. | |                      |
| 7 | A Midsummer's Love Triangle? «Манацу но торайангуру рабу?» (真夏のトライアングルラブ？)                      | 13 ноября 2010 года  |
| Таро продолжает курс лечения на море. Дабы «поиграть» с юношей, Ноа Хираги похищает Садо. Чтобы привлечь его внимание и сделать свою фигуру идеальной, Ноа использует «волшебный эликсир», который в качестве побочного эффекта пробуждает в Ёкинодзё Химуре, помощнике Хираги, силы зла. Садо, воспользовавшись поясом супергероя, вступает с ним в бой и побеждает его. | |                      |
| 8 | A 'B and L' Patterned Love «Би: дэ Эру на хэн ай моё:» (BでLな変愛模様)                                      | 20 ноября 2010 года  |
| Таро пытаются излечить с помощью гипноза, однако подобное воздействие на организм пробуждает в нём всё новые извращенства, вплоть до гомосексуализма. После всего этого внутреннее «я» парня возвращает состояние психики в обычное садомазохистское состояние. | |                      |
| 9 | MFC`s Elegant Conspiracy «Эму эфу си: но карэйнару имбо:» (MFCの華麗なる陰謀)                                | 27 ноября 2010 года  |
| Членам «Последней инстанции» становится известно, что на стартующем школьном фестивале планируется диверсия. Однако выясняется, что на самом деле это фан-клуб Мио пытается разузнать, не является ли Таро парнем их кумира. | |                      |
| 10 | Sadistic Arashiko-jou «Садисутикку Арасико-дзё:» (サディスティック嵐子嬢)                                    | 4 декабря 2010 года  |
| Арасико соревнуется с Мио за звание лучшей садистки, для чего устраиваются испытания, где объектом издевательств становится Таро Садо. | |                      |
| 11 | The Lost Memory «Усинаварэта мэмори:» (失われたメモリー)                                                     | 11 декабря 2010 года |
| В результате удара головой Таро теряет память. Вернуть её удаётся только после того, как Арасико и Мио хорошенько избивают юношу. | |                      |
| 12 | A Christmas Wish «Курисумасу но нэгайгото» (クリスマスの願いごと)                                            | 18 декабря 2010 года |
| В рождественский день команда кружка «Последняя инстанция» разделяется на две группы, дабы помочь двум конкурирующим ресторанчикам. С помощью друзей, подготовивших ей сюрприз, Мио отмечает день рождения. | |                      |